# رامون سالاس لوبيز
رامون سالاس لوبيز هو سياسي مكسيكي، ولد في 21 أغسطس 1959 في ولاية نويفو ليون في المكسيك. نشط حزبياً في الحزب الثوري المؤسساتي. وقد انتخب عضو مجلس النواب المكسيك ‏.